# 네덜란드 여왕 부군 베른하르트
베른하르트 추 리페비스터펠트(독일어: Bernhard zur Lippe-Biesterfeld, 네덜란드어: Bernhard van Lippe-Biesterfeld, 1911년 6월 29일 ~ 2004년 12월 1일)는 네덜란드의 군인이자 율리아나 여왕의 부군이다. 독일계 귀족가 출신으로, 제2차 세계대전동안 네덜란드의 연락장교로 활약하기도 하였다.

## 생애
작센바이마르아이제나흐 대공국의 예나에서 리페비스터펠트의 베른하르트 왕자와 지에르슈토르프크람의 아름가르트 사이에서 맏아들로 태어났다. 그는 로잔, 뮌헨, 베를린 등의 대학교에서 교육을 받으면서 정치학을 공부하였다. 1933년 독일의 왕세자가 다수를 차지하자, 라이터 SS 군단에 입단하였다. 1936년 율리아나 왕녀를 만나 이듬해 1월 7일에 결혼하였다. 부부는 네 명의 딸을 낳았다. 
네덜란드 시민권을 얻고 네덜란드의 왕세자 칭호를 받은 베른하르트는 독일의 네덜란드 침공에 반대하였다. 1940년 5월 12일 가족을 영국으로 대피시킨 후, 독일군에 대항하는 네덜란드군을 지휘하였다. 5월 14일 네덜란드군이 항복하자, 남은 군사들을 데리고 영국으로 도망쳤다. 1944년 네덜란드 내무군의 사령관으로서 모든 군대를 지시하였다. 또한 영국군과 함께 네덜란드의 연락장교로 근무하면서 영국 공군의 조종사가 되었다.
베른하르트는 휴전 협상과 바헤닝엔(Wageningen)에서 독일군의 항복에 참석했었다. 제2차 세계대전이 끝나고 1948년, 네덜란드의 친선 대사로 활약하면서 국제 무역과 문화적 활동에 용기를 주었고 1954년에는 영향력 있는 은행과 경제학자, 정치인들의 회의이자 매년 열리는 회의인 빌더르베르흐(Bilderberg) 회의를 창시하였다. 1961년에는 세계 야생 생물 기금을 설립하는 데 도움을 주었고, 첫 의장이 되었다.
1976년에는 록히드 사건에 연루되었는 데, 미국 의회에서 최초로 폭로된 후 네덜란드 특별 위원회는 베른하르트가 록히드 사에서 제조된 항공기를 네덜란드가 구입을 진행하도록 하기 위하여 록히드 사로부터 많은 금액을 받았던 것을 찾아냈다. 이 사건은 왕정을 더럽혔으며 헌법적 위기에 빠트렸다. 하지만 율리아나가 "만약 베른하르트가 무죄로 입증되지 않으면 퇴위하겠다고 협박" 했기 때문에 베른하르트는 공식적으로 기소되지는 않았다. 이후 1980년 4월 30일 율리아나가 퇴위하면서 여왕 부군 자리에서 물러나게 되었다.
2004년 12월 1일 위트레흐트에서 사망하였다. 이후 알렉시아와 알리시아라는 두 명의 사생아 딸이 있는 것이 밝혀졌다.

## 자녀
| 사진 | 이름                     | 생일                  | 사망                  | 기타               |
| ---- | ------------------------ | --------------------- | --------------------- | ------------------ |
|      | 베아트릭스               | 1938년 1월 31일(87세) | 생존                  | 네덜란드 여왕, 3남 |
|      | 네덜란드 공주 이레너     | 1939년 8월 5일(85세)  | 생존                  | 2남 2녀            |
|      | 네덜란드 공주 마르흐릿   | 1943년 1월 19일(82세) | 생존                  | 4남                |
|      | 네덜란드 공주 크리스티나 | 1947년 2월 18일       | 2019년 8월 16일(72세) | 2남 1녀            |